# 언더도그마
언더도그마(영어: underdogma)는 언더독과 도그마의 합성어로서 미국의 보수우파가 처음으로 사용했는데, 언더독 즉 약자들은 무조건 선이고 그 위에 부자나 사회지도층을 형성하는 강자들은 악으로 생각하는 경향을 비판하기 위해 생긴 용어이다. 극단적인 경우, 미국 내 극우파를 중심으로 대다수의 약자나 소수자들은 절대 착하지 않으며 약하기 때문에 착한 척하면서 도리어 자신을 공격할 기회나 노리는 인간들이라는 주장하기까지 하는 이들도 있었다. 그렇다고 해도 이런 주장들을 하거나 지지하는 사람들 역시 자신들을 딱히 착한 존재로 생각하지 않기도 하며 도덕이나 선함에 그리 높은 가치를 부여하지 않았던 고위층 출신들도 있었다.

## 역사
고대에도 비슷한 주장들이 있었으며 인도에선 인민대중이나 천민들을 태생부터 선하지 않은 존재로 정의한 지배자들도 있었다. 대한민국에서도 과거부터 미국 본토보다 많은 관심을 얻었으며 과거에는 주로 고위층 출신들의 전유물이었으나 최근에는 서민들도 교육 수준 등이 올라감에 따라 비슷하게 생각하는 사람들이 등장하였다. 미국에서 트럼프 등도 비슷한 견해를 가지고 있는 것으로 알려졌다.

## 같이 보기
- 오버도그마(overdogma) - '강자가 선이고 약자가 악'을 뜻하며 언더도그마에 대한 반어적 용어
- 정치적 올바름(PC)
- 소셜 저스티스 워리어(SJW, PC주의자)
- 문화막시즘
- 지배계급
- 우월감
- 가스라이팅
- 역차별